# Nile Montes
I Nile Montes sono una struttura geologica della superficie di Io.